# Han Ryner
 (mai 2022).

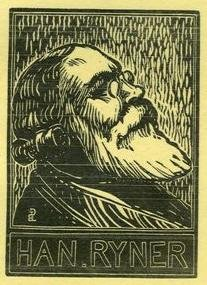
Han Ryner
Portrait par Pierre Larivière.

Jacques Élie Henri Ambroise Ner, dit Han Ryner, né à Nemours (Algérie) le 7 décembre 1861 et mort à Paris le 6 janvier 1938, est un philosophe et journaliste français, anarchiste individualiste, pacifiste, anticlérical, espérantiste et défenseur de la liberté sexuelle.
Refusant toute doctrine imposée et déniant la séparation, qu’il estime artificielle, en nations et en classes, il se montre toujours très sceptique quant à l’efficacité des révolutions violentes, leur préférant les méthodes de non-coopération. Mais il considère qu’aucune société réellement humaine ne pourrait advenir sans une révolution intérieure opérée par chaque individu en lui-même.

## Biographie
Issu d'un milieu modeste (son père est employé des postes et sa mère institutrice) et très religieux, Henri Ner réussit à faire des études et prépare une licence en philosophie. Après la mort de sa mère, il rompt avec la religion, devient franc-maçon et s'intéresse aux idées sociales.
Après avoir publié deux romans en 1894-1895, Henri Ner fréquente les milieux littéraires, en particulier Alphonse Daudet, pour qui il traduit Vie d'enfant de Batisto Bonnet. Après avoir tâté un peu de journalisme, il devient professeur de collège même s'il a beaucoup de difficulté à se plier à la discipline et aux conventions qu'impose une telle carrière. Auteur d'une cinquantaine de livres dans des genres fort divers (romans, contes, essais, théâtre, poésie), il est élu en 1912 « prince des conteurs » par les lecteurs de L’Intransigeant.  
En 1896, il adopte le pseudonyme de Han Ryner, devient le rédacteur en chef de la revue Demain et collabore à de nombreuses revues et journaux : L'Art social, L'Humanité nouvelle d'Augustin Hamon, Les Partisans (1900-1901), L'Ennemi du Peuple' d'Émile Janvion, L'Idée Libre de Lorulot, ainsi que L'En dehors, L'Unique de E. Armand et même quelques revues occultisantes comme le Voile d'Isis. 
À la veille de la Première Guerre mondiale, Han Ryner adopte des positions pacifistes et lutte jusqu'à sa mort pour la reconnaissance de l'objection de conscience. Son pacifisme s'exprime, pendant la guerre, dans ses collaborations à Par-delà la mêlée de E. Armand et Ce qu'il faut dire de Sébastien Faure et par la suite au Journal du Peuple de Henri Fabre.
Homme aux combats multiples, Han Ryner prend position pour la libération d'Eugène Dieudonné en 1913, pour celle de E. Armand pendant la guerre, pour les mutins de la Mer Noire, pour Sacco et Vanzetti et Nestor Makhno. Anticlérical virulent, il s'oppose à l'emprise et au pouvoir de l'Église catholique, surtout en matière d'éducation. En 1936, Han Ryner adhère au Comité mondial contre la guerre et le fascisme. Il entretient des rapports amicaux avec José de Bérys et il est également l'un des rares anarchistes ayant participé au Félibrige.

## Pensée
Han Ryner est principalement influencé par les penseurs de l'Antiquité classique, particulièrement les stoïciens. En ce sens, il prône une sagesse qui conduit à accepter l'inévitable, ce qui ne peut être changé ou vaincu. Puisque l'individu ne peut détruire certaines oppressions liées à la nature sociale de son humanité, il doit les accepter avec l'indifférence qu'il a face aux phénomènes physiques.
Han Ryner préconise une libération intérieure et non une révolution sociale, collective et violente. Selon lui, l'individu doit agir pour lui, en se délestant des conditionnements extérieurs, en écoutant ses propres pulsions et besoins et en n'obéissant que lorsque la préservation de son individualité est en jeu.
Pacifiste avant tout, Han Ryner valorise l'objection de conscience et les moyens d'action non violents. Il qualifie d'ailleurs son individualisme d'« harmonique » pour le distinguer des individualismes « égoïstes » ou « doministes » qu’il rejetait au nom de son éthique et de son humanisme. Souvent surnommé le « Socrate contemporain », Han Ryner fut ironiquement un penseur au sens des pré-socratiques, c’est-à-dire un sage curieux de tout, à la rhétorique raffinée et d’une rare délicatesse.

### «Appel aux conscrits»
En octobre 1905, une affiche de l’Association internationale antimilitariste (AIA) intitulée « Appel aux conscrits » est placardée sur les murs de Paris. Le texte, violemment antimilitariste et antipatriote, appelle les conscrits à tourner leurs fusils vers les « soudards galonnés » plutôt que vers les grévistes, et appelle à la « grève immédiate » et à l’« insurrection » au jour d’une éventuelle déclaration de guerre.
L’affiche est signée de 31 noms dont Miguel Almereyda, Victor Camus, Amilcare Cipriani, Émile Coulais, Charles Desplanques, Auguste Garnery, Louis Grandidier, Jules Le Guéry, Eugène Merle, Félicie Numietska, Émile Pataud, Louis Perceau, Lazare Rogeon, Han Ryner, Roger Sadrin, Laurent Tailhade et Georges Yvetot.
Vingt-huit des signataires sont inculpés. Han Ryner, Lefèvre et Laurent Tailhade ne sont pas poursuivis. 
À l'issue du procès qui se déroule du 26 au 30 décembre 1905, deux prévenus sont acquittés et les 26 autres condamnés chacun à 100 francs d’amende et à des peines de prison allant de 6 mois à 4 ans de prison.

## Œuvres
- Chair vaincue, roman psychologique (1889)
- Les Chants du divorce, poésies (1892)
- Ce qui meurt, roman social (1893)
- L'Humeur inquiète (1894)
- La Folie de misère (1895)
- Le Crime d'obéir (1900)
- Le Soupçon (1900)
- L'Homme fourmi, roman illustré par Alexis Mérodack-Jeaneau (1901)
- Les Voyages de Psychodore, philosophe cynique (1903)réédition Théolib Paris 2015  (ISBN 978-2-36500-094-9)
- Petit Manuel individualiste, Paris, Allia, 2010, 80 p. (ISBN 9782844853387) (1903)
- La Fille manquée (1903) Rééd. QuestionDeGenre/GKC, 2013.
- Petit Manuel individualiste (1903)
- Prostitués, études critiques sur les gens de lettres d'aujourd'hui (1904)
- Les Chrétiens et les philosophes (1906)
- Le Subjectivisme. Des bons et mauvais usages de la logique. La Métaphysique et les Sagesses positives. Le Déterminisme et la Liberté. Les Morales : Servilisme et Dominisme. Les Sagesses : Fraternisme et Subjectivisme. Les Étapes de la sagesse (1909)
- Vive le roi, hypothèse en 3 actes. Les Esclaves, vision en un acte (1910)
- Le Cinquième Évangile (1911), réédité par Théolib Paris 2014. (ISBN 978-2-36500-081-9)
- Le Fils du silence (1911)
- Les Paraboles cyniques (1913); réédition Théolib, coll. Liber***, 2013  (ISBN 978-2-36500-058-1)
- Les Apparitions d'Ahasvérus (v. 1913)
- Les Pacifiques (1914)
- Le Père Diogène (v. 1915-1935)
- Le Sphinx rouge (1905), réédition Théolib, coll. Liber***, 2012  (ISBN 978-2-36500-050-5)
- Le Poison, drame en 1 acte (1919)
- La Tour des peuples (1919)
- Le Père Diogène (1920). Réédition : Premières Pierres, 2007.
- Dialogue du mariage philosophique ; suivi des Dicéphales (1922)
- Les Véritables entretiens de Socrate (1922)
- L'Individualisme dans l'Antiquité (histoire et critique) (1924), Association des Amis de Han Ryner, 2013.
- Le Communisme et la Liberté (1924)
- Le Crime d'obéir, roman d'histoire contemporaine (1925)
- Jusqu'à l'âme : drame moderne en 2 actes (1925)
- L'Ingénieux Hidalgo Miguel Cervantès (1926)
- La Vie éternelle, roman du mystère (1926)
- L'Aventurier d'amour (1927)
- L'Amour plural, roman d'aujourd'hui et de demain (1927)
- Jeanne d'Arc fut-elle victime de l'Église ? (1927)
- La Sagesse qui rit (1928)Réédition Théolib Paris 2014  (ISBN 978-2-36500-076-5)
- Les Surhommes, roman prophétique (1929)
- Songes perdus (1929)
- Chère Pucelle de France (1930)
- Prenez-moi tous ! (1930)
- Crépuscules. Bouddha. Platon. Épicure. Thraséas. Raymond Lulle. Rabelais. Leibniz. Hegel. Vigny. Élisée Reclus, etc. (1930)
- Le Manœuvre : pièce en 3 actes (1931)
- Dans le mortier. Zénon. Phocion, Saint Ignace ; Les Albigeois ; Michel Servet ; Pierre Ramus ; Vanini ; Brousson ; Francisco Ferrer (1932)
- La Soutane et le veston, roman (1932)
- Bouche d'or, patron des pacifistes (1934)
- La Cruauté de l'Église (1937)
- L'Église devant ses juges (1937)
- Le Massacre des amazones : études critiques sur deux cents bas-bleus contemporains : Mmes Adam, Sarah Bernhardt, Marie-Anne de Bovet, Bradamante, Jeanne Chauvin, Alphonse Daudet (s. d.)
- Le rire du sage Réédition Théolib Paris 2014  (ISBN 978-2-36500-077-2)

Publications posthumes
- La Beauté : légende dramatique en quatre tableaux (1938)
- Florilège de paraboles et de songes (1942)
- Face au public. Première série, 1901-1919 (1948)
- J'ai mon Éliacin, souvenirs d'enfance (1956)
- Aux orties, souvenirs d'adolescence (1957)
- Le Sillage parfumé (1958)
- Les Grandes Fleurs du désert (1963)

## Distinction
- Prix Emile-Zola de la Société des Gens de Lettres en 1922[2]